# Parco regionale dell'Adamello
Il parco regionale dell'Adamello è un'area naturale protetta che si trova al centro della catena alpina, nelle Alpi Retiche meridionali, e comprende tutto il versante lombardo del gruppo dell'Adamello, zona ubicata nella porzione nord-orientale della provincia di Brescia.

## Territorio
Si estende per 51.000 ettari (510 km²), dal Passo del Tonale a quello di Crocedomini; a est il Parco ha per limite il confine regionale tra Lombardia e Trentino, a ovest il suo confine si mantiene poco al di sopra della sponda sinistra dell'Oglio, il quinto fiume italiano per la sua lunghezza.
Il Parco dell'Adamello occupa il versante sinistro orografico della Val Camonica.
L'importanza del Parco dell'Adamello è accresciuta dalla sua posizione, perché esso funge da ponte tra i due parchi che gli sono limitrofi: al suo limite orientale si trova il Parco trentino Adamello-Brenta, al limite settentrionale il Parco dello Stelvio, a sua volta limitrofo del Parco Nazionale svizzero dell'Engadina.
In tal modo si è venuta a costituire nel cuore dell'Europa un'area protetta di 250.000 ettari, la più grande delle Alpi e tra le più affascinanti. Di essa il Parco dell'Adamello rappresenta la punta meridionale.
Il Gruppo dell'Adamello, sede del ghiacciaio più vasto d'Italia (secondo le stime attuali circa 18 km² di superficie), presenta una conformazione a raggiera, per cui dai ghiacciai centrali dell'acrocoro culminante si dipartono creste e catene montuose che, a loro volta, si articolano nei sottogruppi del Baitone, del Frisozzo e del Blumone.
Cime, creste, monti dominano il complesso di numerose valli diramate per tutto il Parco, in modo da dividere le varie catene.
Tra le valli, muovendoci da nord verso sud, le principali sono: Valle Narcanello, Valbione, Val d'Avio, Val di Vallaro, Val Paghéra di Vezza d'Oglio, Val Finale, Val Gallinera, Val Rabbia, Val Malga, Valle di Saviore, Val Salarno, Valle Adamé, Val Paghéra di Ceto, Valle del Re, Valle di Fa, Valle di Stabio, Valle delle Valli, Val Bona, Val Cadino, Val di Braone (o nominate anche Foppe di Braone) e Valle del Caffaro.

### Comuni
Dal Tonale, verso sud, i comuni territorialmente interessati al Parco sono: Ponte di Legno, Temù, Vione, Vezza d'Oglio, Incudine, Edolo, Sonico, Malonno, Berzo Demo, Cedegolo, Cevo, Saviore dell'Adamello, Paspardo, Cimbergo, Ceto, Braone, Niardo, Breno e Prestine.

## Ambiente

### Fauna
All'interno del parco sono stati avvistati esemplari di orsi bruni, lupi e, molto più raramente, anche di linci. Inoltre, ci sono martore, marmotte, cervi, tassi e volpi rosse.